# 山口達弥
山口 達弥（やまぐち たつや、1986年6月28日 -）は、地方競馬の船橋競馬場林正人厩舎所属の騎手である。地方競馬教養センター騎手課程第79期生。

## 来歴
2004年3月31日付けで地方競馬騎手免許を取得し、金澤豊厩舎からデビュー。同年4月13日第1回船橋競馬1日目第1競走C3六組条件戦シモフサライデンで初騎乗（10頭立て6番人気6着）。同年6月15日第4回船橋競馬1日目第1競走C3五組条件戦をシモフサライデンで優勝（10頭立て2番人気）し、初勝利。
2006年5月31日付けで金澤豊調教師引退のため宮下貴明厩舎へ所属変更。
2016年4月11日付けで林正人厩舎へ所属変更。
2020年6月3日、第66回東京ダービーを9番人気のエメリミットとのコンビで制覇し、デビュー17年目にして重賞初制覇を挙げた。

## 主な騎乗馬
- エメリミット（2020年東京ダービー）
- ポリゴンウェイヴ（2023年クラウンカップ）